# Aebtissinwisch
Aebtissinwisch ist eine Gemeinde im Kreis Steinburg in Schleswig-Holstein.

## Geografie

### Geografische Lage
Das Gemeindegebiet von Aebtissinwisch erstreckt sich zwischen Wilsterau und Nord-Ostsee-Kanal auf dessen östlich Ufer (Kanalkilometer 13–14) im nordwestlichen Bereich der naturräumlichen Haupteinheit Holsteinische Elbmarsch, oder der Wilstermarsch.

### Gemeindegliederung
Das Gemeindegebiet besteht lediglich aus dem Hauptort Aebtissinwisch und hat keine weiteren Ortsteile. Allerdings enthält die Gemeinde mit Oberstenwehr eine Enklave, die zur Gemeinde Bokhorst gehört.

### Nachbargemeinden
Direkt angrenzende Gemeindegebiete von Aebtissinwisch sind:
| Burg | Bokhorst (Exklave Obersteinwehr)            |                        |
|      | Kompassrose, die auf Nachbargemeinden zeigt | Neuendorf-Sachsenbande |
|      | Ecklak                                      |                        |

## Geschichte
Im Jahre 1541 wurde der Ort erstmals erwähnt. Der Name des Ortes stammt von der Wisch (Wiese) der Äbtissin des Klosters Itzehoe ab.

## Politik
Da die Gemeinde weniger als 70 Einwohner hat, hat sie eine Gemeindeversammlung anstelle einer Gemeindevertretung; dieser gehören alle Bürger der Gemeinde an.

## Wappen
Blasonierung: „Unter einem schmalen blauen Schildhaupt oben wachsend in Silber eine im schwarzen Habit gekleidete silberne Nonne, in beiden Händen ein geöffnetes schwarzes Buch haltend und beiderseits begleitet von einer grünen Binse. Im erhöhten grünen Schildfuß über einem silbernen Wellenfaden ein goldener Ochsenkopf, beiderseits begleitet von einer goldenen Sumpfdotterblume.“

## Verkehr
Durch das Gemeindegebiet von Aebtissinwisch führt die schleswig-holsteinische Landesstraße 135 in Ost-West-Richtung. Auf sie trifft, von Süden kommend, die Landesstraße 137.